# Blanche de Bourbon (1868-1949)
Pour les articles homonymes, voir Blanche de Bourbon.
Titre
Archiduchesse d’Autriche
24 novembre 1889 – 25 octobre 1949
(59 ans, 11 mois et 1 jour)
Signature
Blanche de Bourbon, fille de France et infante d'Espagne (titres de courtoisie) pour les légitimistes français et pour les carlistes espagnols, née le 7 septembre 1868 à Graz (Empire d'Autriche-Hongrie) et morte le 25 octobre 1949 à Viareggio (Italie), est la fille aînée de Charles de Bourbon (1848-1909), duc de Madrid, prétendant aux trônes de France et d'Espagne, et de Marguerite de Parme (1847-1893). Descendante de Philippe V d'Espagne et de Charles X, elle est également membre de la maison de Habsbourg-Lorraine.

## Famille

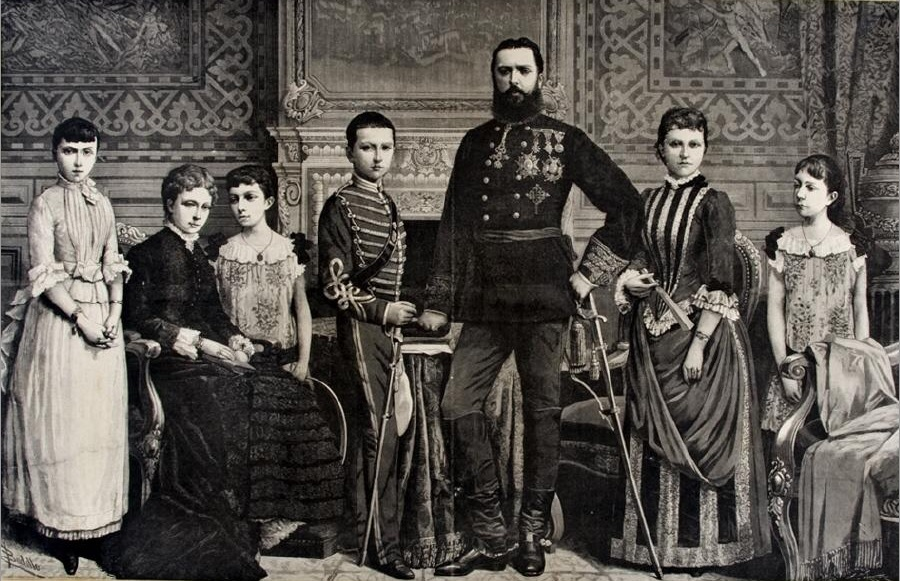
Gravure de la famille de Charles de Bourbon, Blanche est debout à côté de son père.

Blanche est la fille aînée de Charles de Bourbon, duc de Madrid, prétendant légitimiste au trône de France sous le nom de « Charles XI » ainsi que prétendant carliste au trône d'Espagne sous le nom de « Carlos VII », et de son épouse l’infante franco-italienne[pas clair] Marguerite de Bourbon-Parme (1847-1893).
Elle est également liée à deux autres prétendants aux trônes de France et d'Espagne : son frère, Jacques (1870-1931), duc d'Anjou et de Madrid et prétendant sous le nom de « Jacques Ier » et « Jaime III », et son oncle Alphonse-Charles, duc d'Anjou et de San Jaime et prétendant sous le nom de « Charles XII » et « Alfonso-Carlos Ier ».
Le 24 novembre 1889, Blanche épouse Léopold Salvator de Habsbourg-Toscane, archiduc d'Autriche et prince de Toscane (titre de courtoisie), fils de Charles Salvator de Habsbourg-Toscane, archiduc d'Autriche et prince de Toscane, et de Marie-Immaculée de Bourbon-Siciles, princesse des Deux-Siciles.
Dix enfants sont issus de cette union :
- Dolores de Habsbourg-Toscane (1891-1974) ;
- Marie-Immaculée de Habsbourg-Toscane (1892-1971) qui, en 1932, épouse Igino Neri-Serneri ;
- Marguerite de Habsbourg-Toscane (1894-1986) qui, en 1937, épouse François Taliani de Marchio ;
- Rainer de Habsbourg-Toscane (1895-1930), sans alliance ;
- Léopold de Habsbourg-Toscane (1897-1958), qui prend la nationalité américaine et, en 1919, épouse Dagmar-Nicolecs Podrinska dont il divorce en 1931 (postérité) ; en 1947 il se remarie avec Alice Coburn (sans postérité) ;
- Marie-Antoinette de Habsbourg-Toscane (1899-1977) qui ,en 1924, épouse Ramon Orlandis y Villalonga, puis, devenue veuve, épouse en 1942 Louis Perez Sucre ;
- Antoine de Habsbourg-Toscane (1901-1987) qui épouse en 1931 la princesse Ileana de Roumanie ;
- Assunta de Habsbourg-Toscane (1902-1993) qui ,en 1939, épouse Joseph Hopfinger dont elle divorce en 1950 ;
- François Joseph de Habsbourg-Toscane (1905-1975), qui prend les titres de prince de Habsbourg-Lorraine et de Bourbon et de duc de Madrid ; prenant la nationalité espagnole, il est prétendant au trône d'Espagne[réf. nécessaire]; en 1927 il épouse Marthe Baumer dont il divorce, et se remarie en 1962 avec Marie Hélène Senig (postérité) ;
- Charles-Pie de Habsbourg-Toscane (1909-1953), prétendant au trône d'Espagne qui, en 1938, épouse Christa Satzger de Balvanyos dont il divorce en 1950 (postérité).

## Biographie

### Jeunesse

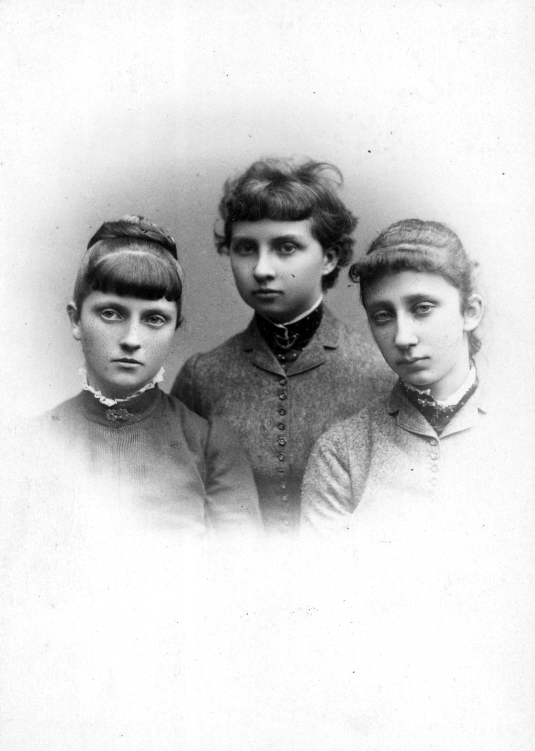
Blanche (centre) avec ses cousines germaines Louise (gauche) et Marie Louise (droite).

La princesse Blanche de Bourbon naît en 1868 à Graz, Styrie, Autriche-Hongrie. Elle est la fille aînée et le premier des cinq enfants de Charles, duc de Madrid, prétendant carliste et légitimiste aux trône d’Espagne et de France, et de la princesse Marguerite de Bourbon-Parme. Au moment de sa naissance, ses parents vivent en Styrie auprès de son arrière-grand-mère maternelle la duchesse de Berry. Son père se trouve alors en France, sa famille vient le rejoindre avant qu’ils ne partent vivre en Suisse,. Elle est baptisée sous les noms de Blanche de Castille Marie de la Conception Thérèse Françoise d'Assise Marguerite Jeanne Béatrice Charlotte Louise Fernande Aldegonde Elvire Ildephonsine Régine Josèphe Michelle Gabrielle Raphaëlle de Bourbon et reçoit pour parrain son grand-oncle l’ancien duc de Modène. Blanche a deux marraines, la première est la veuve de son arrière-grand-père, l’infante Marie-Thérèse de Portugal, tandis que la seconde est sa tante par alliance la duchesse de Parme.
L’enfance de Blanche est marquée par la troisième guerre carliste (1872-1876) dans laquelle son père combat, sans succès, pour essayer de gagner le trône d’Espagne par la force. Pour ces raisons, la jeune princesse grandit à Pau. En 1875, elle demeure à Elizondo en Navarre. Elle part vivre par la suite à Passy auprès de ses parents avant qu’ils ne soit expulsés en 1881, en raison des activités carlistes de son père. Blanche gardera un excellent souvenir de ce séjour français. À ce moment, son père part vivre au palais Loredan dell'Ambasciatore à Venise, tandis que sa mère se retire à Tenuta Reale, à l’est de Viareggio, en Italie, héritée en 1879 par l’arrière-grand-mère de Blanche, la duchesse Marie-Thérèse de Parme. 
En 1881, Blanche et ses sœurs entrent au Sacré Cœur, une institution catholique tenue par des religieuses à Florence. Blanche joue de la mandoline et apprécie beaucoup les chevaux. En 1883, elle termine sa scolarité, puis visite l’Espagne incognito après avoir obtenu la permission de ses parents. Elle est officiellement présentée à la cour à Vienne la même année.
Blanche sera toujours très proche de ses cousines Marie-Louise, future princesse de Bulgarie, et Louise, future princesse héritière de Saxe. De nombreuses photographies les montrent réunies et témoignent de leur proximité.
Elle est également la marraine du réalisateur de cinéma espagnol Jaime de Lasuén dit Jacques Layssene.

### Fiançailles et mariage

#### Fiançailles

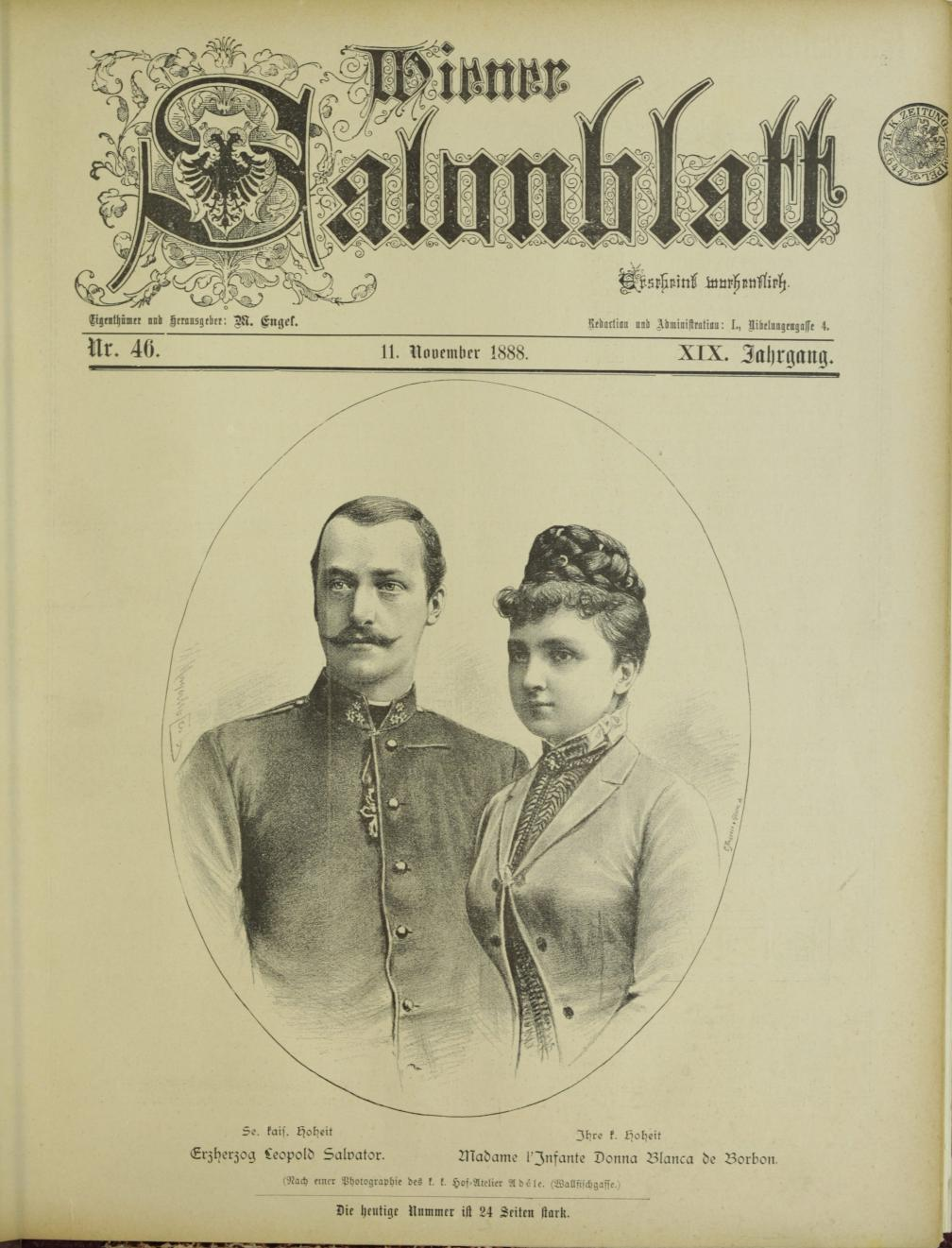
Couverture du journal Wiener Salonblatt, paru le 11 novembre 1888.

Blanche de Bourbon souhaitait épouser l’archiduc Léopold Salvator de Toscane. La reine-régente d’Espagne, Marie-Christine, ne voulait pas que la fille d’un prince qu'elle tenait pour un traître épousât un membre de sa maison, mais l’empereur François-Joseph Ier donna son accord au mariage des deux jeunes gens. 
Blanche et Léopold se fiancent le 30 octobre 1888, selon la « vieille coutume française », dans la chapelle du château de Frohsdorf,. Le journal Wiener Salonblatt parle d'une « belle et noble union des cœurs » ce qui fait de l'union entre Blanche et Léopold, le seul des enfants de Don Carlos à avoir été heureux.

#### Mariage
Le mariage a lieu le 24 octobre 1889 dans la chapelle du château de Frohsdorf,. Les témoins du mariés sont son frère l'archiduc François-Salvator et son oncle le grand-duc titulaire de Toscane. Ceux de Blanche sont ses oncles, le duc titulaire de Parme et le duc de San Jaime. La lune de miel du jeune couple s'effectua en Orient et dura près de trois mois. Léopold-Salvator et Blanche ont dix enfants : Dolores, Marie-Immaculée, Marguerite, Rainer, Léopold, Marie-Antoinette, Antoine, Assunta, François-Joseph et Charles-Pie.

### Archiduchesse d'Autriche

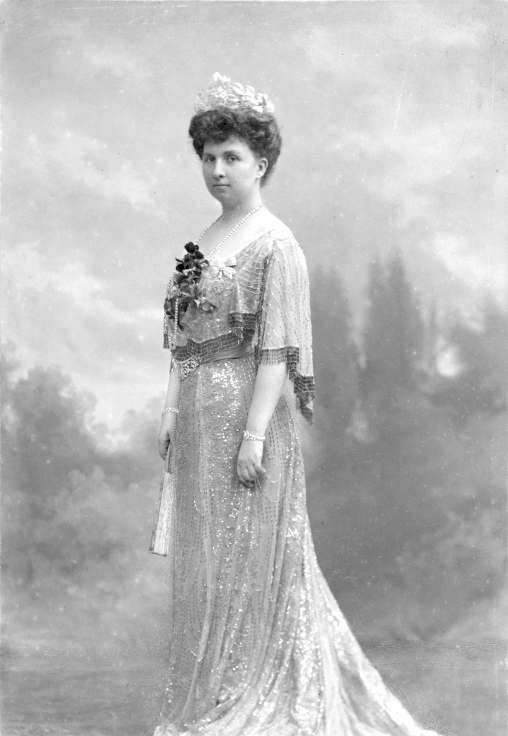
L’infante Blanche, devenue archiduchesse d’Autriche, 1908

Le 25 mai 1901, Blanche, sa fille Marguerite et la princesse Thérèse de Bavière sont les premières femmes de la haute aristocratie autrichienne à effectuer un vol en ballon. Blanche renouvelle l'expérience en août 1901. Elle est ainsi qualifiée d'aéronaute par la presse.

#### L'exil

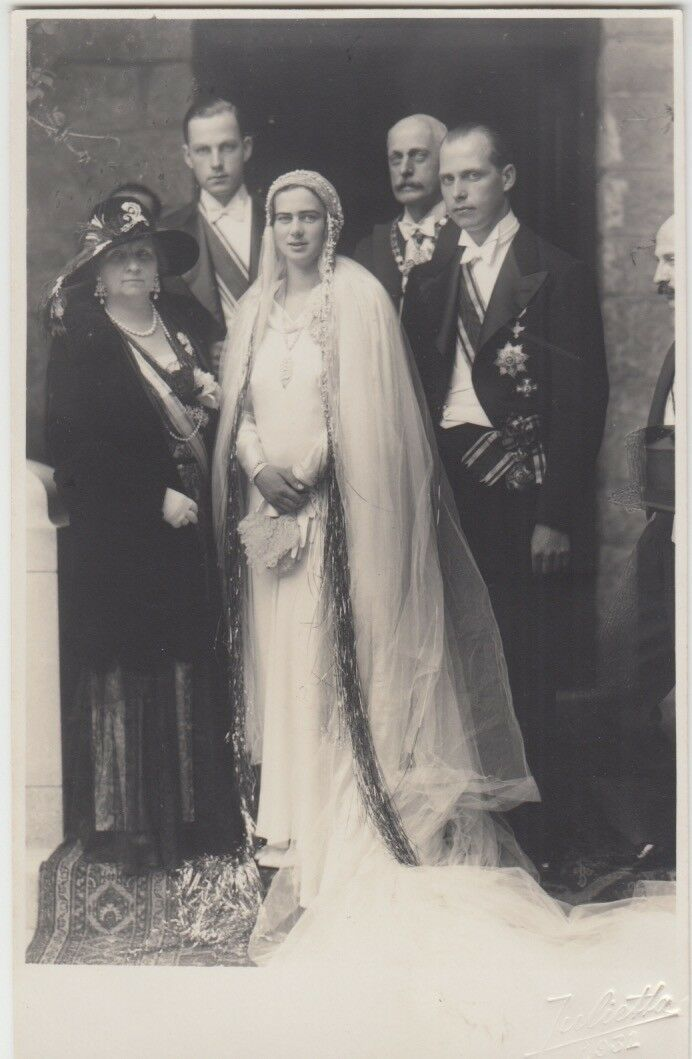
Blanche au mariage de son fils Antoine en 1931 au château de Peleș.

En 1918, le couple doit fuir l'Autriche pour l'Espagne. Après avoir reçu l’autorisation du roi Alphonse XIII, cousin de Blanche, et après avoir promis de ne pas soutenir les prétentions carlistes de son frère, la famille peut s'installer à Barcelone. En janvier 1919, ils arrivent donc à Barcelone où ils s'installent pendant plus d'une décennie. Ils y vivent modestement. Tandis qu'à Wilhelminenberg la famille employait pas moins de 80 domestiques pour s'occuper de leur grande maison, à Barcelone, Blanche et ses filles doivent s'occuper des tâches ménagères. Grâce aux revenus des brevets militaires de son époux en France et à la vente de certains de ses bijoux , ils peuvent acheter une maison à Barcelone.  
La vie de la famille en Espagne est relativement paisible durant cette période, bien que la plupart des bijoux de Blanche aient été volés juste après la chute de l’empire. Cependant, après les élections municipales de 1931 et l'avènement de la Seconde République espagnole, Blanche et Léopold-Salvator reviennent vivre à Vienne. Ils s'installent dans leur ancienne résidence, le palais Toskana qui avait été divisé en appartements par les autorités.  
Durant l'exil, la plupart des enfants du couple princiers ce sont mariés. Ainsi, le 12 avril 1919, l'archiduc Léopold épouse la baronne Dagmar Nicolics-Podrinska (1898-1967), en 1924, c'est l'archiduchesse Marie-Antoinette qui épouse le noble espagnol Ramon Orlandis y Villalonga (1896-1936). Plus tard, en 1927, c'est au tour de l'archiduc François-Joseph de se marier avec Marta Baumer (1906-1987). En 1931 c'est un autre de ses fils, l'archiduc Antoine qui épouse la princesse Ileana de Roumanie (1909 -1991) au château de Peleș,. L'année suivante, c'est l'archiduchesse Marie-Immaculée qui épouse un aristocrate italien, Igino Neri-Serneri, patricien de Sienne (1891-1950). En 1937, au Schloss Sonnberg, l'archiduchesse Marguerite épouse Francesco Maria Taliani, marquis di Marchio et futur ambassadeur d'Italie en Chine puis en Espagne (1887-1968). L'année suivante, l'archiduc Charles-Pie épouse Christa Satzger de Bálványos (1914-2001). En 1939, l'archiduchesse Assunta épouse contre l'avis de sa mère le médecin juif polonais Joseph Hopfinger (1905-1992).
Léopold-Salvator et Blanche prirent le pseudonymes de « M. et Mme Navarre » lorsqu'ils visitèrent la France peu avant le mariage d'Antoine en 1931. C'était l'un des nombreux pseudonymes de l'archiduchesse. Durant ce voyage, elle partit déposer la somme de 90 000 lires dans une banque sous l'un de ses pseudonymes. Cependant, lors du trajet qui la ramena dans le centre-ville de Paris, elle perdit son chéquier ainsi que l'adresse de la banque et oublia également le faux nom sous lequel elle avait ouvert le compte.  Cependant, lorsqu'elle descendit du train à Vienne, son collier de perles se brisa et, tandis que les voyageurs se penchaient pour les récupérer, elle se présenta comme « Frau Mayer d'Innsbruck »,. L'archiduchesse s'adressa alors à la foule en criant : « Ce ne sont pas de vraies perles ; mon mari les a achetées pour un schilling ! ». 
En septembre de l'année 1931, son époux meurt puis, le mois suivant c’est au tour de son frère Jacques de rendre l’âme.
Lors de l'Anschluss, Blanche qui vit alors à Vienne dans le palais Toskana, refuse de hisser le drapeau nazi sur le toit du palais. L'archiduchesse et ses enfants Dolores et Charles-Pie furent alors enfermés dans l'appartement tandis qu'une croix gammée géante était clouée au-dessus de sa porte. Blanche, Dolores, Charles-Pie et son épouse Christa Satzger de Bálványos quittèrent Vienne par Trieste en 1938 pour la Tenuta Reale, à Viareggio, leur départ fut notamment rendu possible grâce à l'obtention de visas espagnols. Par la suite, Blanche s'exila au Brésil puis en Argentine. Elle proteste officiellement contre l'annexion lors d'un entretien avec le journal Diario Crítica, daté du 23 septembre 1942 ː

« Tout est très triste et ses souvenirs sont angoissants pour moi. Ce que je peux vous assurer, c’est qu’Hitler est l’ennemi mortel des plus anciennes traditions et un persécuteur implacable de la religion et de l’église. Les horreurs et les massacres à Vienne suffisent à qualifier le plus implacable des dictateurs. »

Blanche retourne ensuite dans la Tenuta Reale, héritée de sa mère, en Italie où elle meurt le 25 octobre 1949, à l’âge de 81 ans.

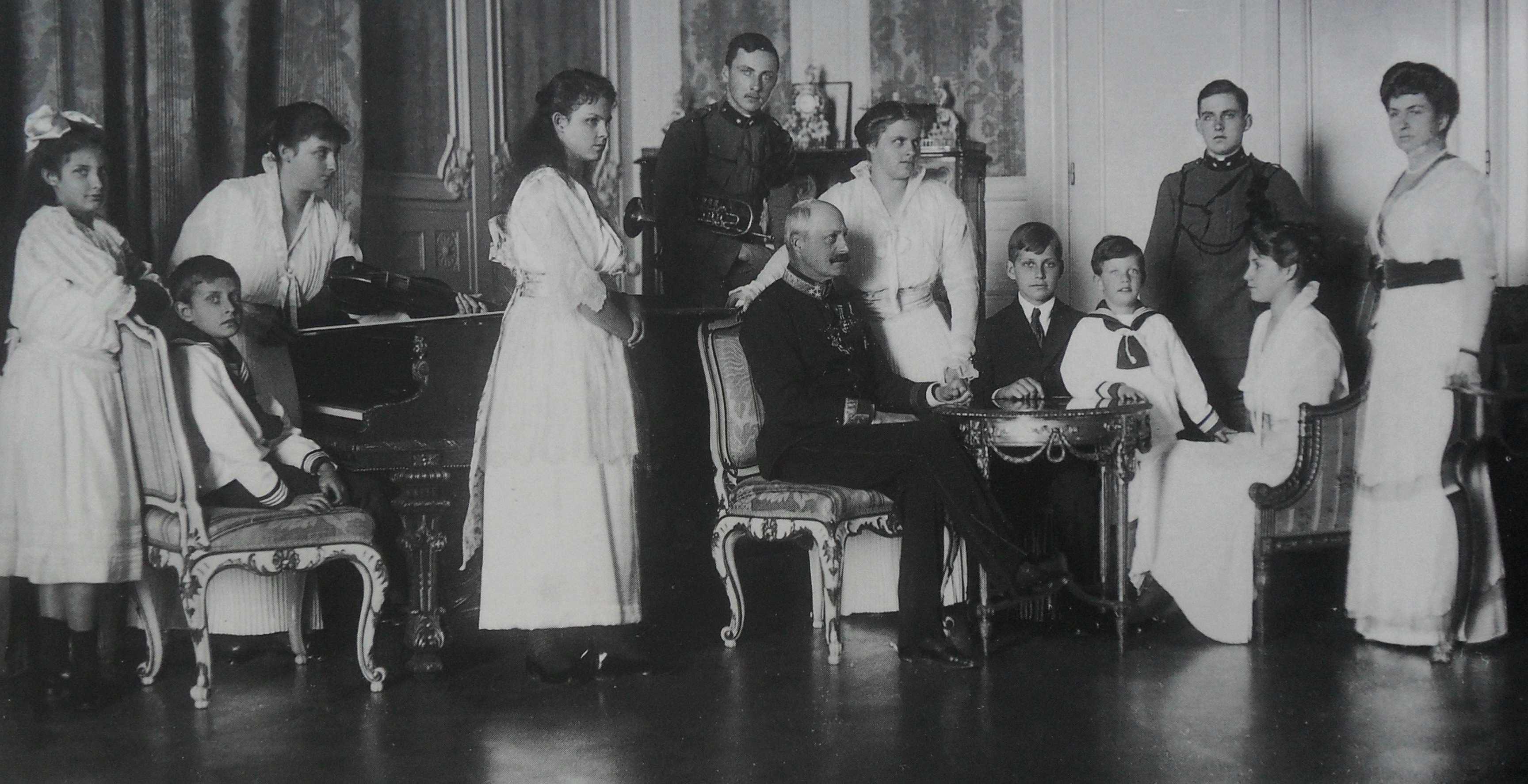
Blanche auprès de ses enfants et de son époux en 1915 dans leur palais Toscana.

## Titulature et décorations

### Titulature officielle
- 24 novembre 1889 - 25 octobre 1949 : Son Altesse Impériale et Royale l’archiduchesse Blanche d’Autriche[N 8].

### Titulature carliste
- 07 septembre 1868 - 24 novembre 1889 : Son Altesse Royale Doña Blanche de Borbón y Borbón Parma, infante d’Espagne.
- 24 novembre 1889 - 25 octobre 1949 : Son Altesse Impériale et Royale l’archiduchesse Blanche d’Autriche.

### Titulature légitimiste
- 07 septembre 1868 - 24 août 1883 : Son Altesse Royale Blanche de Bourbon, princesse du sang de France.
- 24 août 1883 - 18 novembre 1887 : Son Altesse Royale Blanche de Bourbon, fille de France.
- 18 novembre 1887 - 24 novembre 1889 : Son Altesse Royale Madame Royale[N 9].
- 24 novembre 1889 - 24 octobre 1949 : Son Altesse Impériale et Royale l’archiduchesse Blanche d’Autriche.

### Décorations
Empire d'Autriche
- Dame de l’ordre de la Croix étoilée (1889)[N 10],[21].
- Grand-croix de l'ordre d'Elisabeth[22].

 Espagne
- Dame de l’ordre de la reine Marie-Louise[N 11].

 Royaume de Bavière
- Dame de première classe de l’ordre de Sainte-Elisabeth[21].

 Principauté de Bulgarie
- Récipiendaire de la médaille commémorative pour le mariage du prince Ferdinand Ier et de Marie-Louise (1893)[23].